# Salzburger Verbrüderungsbuch
Das Salzburger Verbrüderungsbuch (Liber Confraternitatum Sancti Petri), auch Verbrüderungsbuch von St. Peter genannt, wurde in den letzten Lebensjahren von Bischof Virgil angelegt und enthält Namen von Personen von 784 bis zum Ende des 9. Jahrhunderts; das darauf folgende jüngere Verbrüderungsbuch wurde unter dem aus dem Kloster St. Emmeram stammenden Abt Tito († 1025) begonnen und weist Namen ab dem Jahr 1004 bis zur Mitte des 13. Jahrhunderts (und spätere Ergänzungen) auf. Ein letzter Teil enthält die Traditionsnotizen aus dem 8. bis 13. Jahrhundert, d. h. ein Verzeichnis der Güterschenkungen an das Kloster St. Peter.
Das Salzburger Verbrüderungsbuch ist weltweit das älteste. Die Schrift ist in karolingischen Minuskeln geschrieben, wobei der älteste Schreiber mit dem Skriptorium von Saint-Denis in Verbindung steht. Das Verbrüderungsbuch wird heute noch im Kloster St. Peter aufbewahrt und ist seit 2014 in das Österreichische Nationale Memory of the World Register aufgenommen.

## Älteres Verbrüderungsbuch
Der Inhalt ist in drei Abschnitte für Heilige, Lebende und Tote gegliedert. Es werden dabei etwa 8000 Einzelpersonen und Klostergemeinschaften genannt, die miteinander in Gebetsverbrüderung standen. Hier sind auch die älteste Salzburger Bischofsreihe und der älteste Beleg für die Genealogie der Agilolfinger verzeichnet. Beispielsweise sind Angaben zu Herzog Tassilo II. nur hier überliefert.

## Jüngeres Verbrüderungsbuch
Dieses wurde von dem Abt Tito zum Zeitpunkt der Trennung von Bischofsamt und Abteivorstand und der mit ihr einhergehenden Trennung von Kanonikern und Mönchsgemeinschaft begonnen. Es unterscheidet sich optisch von dem älteren Verbrüderungsbuch, da die Namen in bunten Arkaden, sogenannte Canonesbögen (ähnlich dem Verbrüderungsbuch aus dem Stiftsarchiv St. Gallen), angeführt werden.